# Herbert Kilpin
Herbert Kilpin (Nottingham, 24 de enero de 1870 - Milán, 22 de octubre de 1916) fue un jugador y directivo de fútbol británico.
Comenzó a jugar en su ciudad natal antes de trasladarse en 1891 a Italia para trabajar en la industria textil. En Turín, fue uno de los fundadores y jugador del Internazionale Torino. En 1898 se trasladó a Milán dónde al año siguiente fundó junto a unos amigos el AC Milan. Kilpin fue el primer capitán de la historia de los rossoneri. Jugó ocho temporadas en el equipo y ganó tres títulos nacionales (1901, 1906 y 1907). Terminó su carrera con el Milan cuando se prohibió la participación de jugadores no italianos en la liga. Cuando estalló la Primera Guerra Mundial, permaneció en Italia, donde murió en 1916. Lo enterraron en el cementerio municipal de Milán de manera casi anónima. En los años 90 sus restos fueron traslados al Cimitero Monumentale di Milano y su equipo Associazione Calcio Milan pagó una nueva lápida.